# Grazac, Tarn
Grazac är en kommun i departementet Tarn i regionen Occitanien i södra Frankrike. Kommunen ligger i kantonen Rabastens som tillhör arrondissementet Albi. År 2022 hade Grazac 641 invånare.

## Befolkningsutveckling
Antalet invånare i kommunen Grazac
| Referens: INSEE |